# グレート・ウェスタン鉄道アイアン・デューク級蒸気機関車

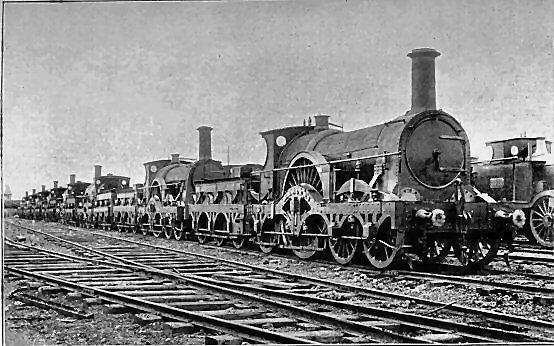
解体を待つアイアン・デューク級蒸気機関車

アイアン・デューク型は、グレート・ウェスタン鉄道の急行旅客列車で使用されていた蒸気機関車である。

## 歴史
1846年４月に試作機関車としてグレート・ウェスタンが製造された。製造当初の軸配置は2-2-2であったが、4-2-2に変更され、アイアン・デューク型機関車として営業運転を開始した。同型の機関車が1847年4月から1855年7月にかけ量産、営業運転についた。 
アイアン・デューク型蒸気機関車は非常に速く、最高速度は毎時約80マイル（時速133km）であったと推測されている。アイアン・デューク型の牽引した急行列車「フライング・ダッチマン」は、当時世界最速の列車であった。1852年、ロンドンのパディントン駅からエクセターまでの194マイルを平均毎時53マイル、ロンドンからスウィンドンまでの平坦な区間を平均毎時59マイルで走行した。
1870年5月から7月にかけて、グレートブリテン、プロメテウス 、エスタッフェに、新しい台枠とボイラーを取り付けられた。その後、一般に  ローバー型として親しまれた同性能の機関車が、1871年8月から1888年7月にかけて営業運転を開始した。
上記の3台の機関車を除いて、アイアン・ディーク型蒸気機関車は、1870年12月から1884年6月にかけて廃車となった。スウィンドン工場で保存されていたロード・オブ・ザ・アイルズも、1906年1月に解体された。上記の3台の機関車は、1880年9月から1887年10月にかけて廃車となった。1892年5月にはグレート・ウェスタン鉄道の広軌が廃止となり、ローバー級の機関車も廃車となった。(1890年12月に廃車となったリロンデールを除く)
アイアン・ディーク型、ローバー型蒸気機関車のネームプレートの多くが国立鉄道博物館あるいはスウィンドン蒸気機関車博物館で観る事ができる。また、 ロード・オブ・ザ・アイルズの動輪もスウィンドン鉄道博物館で観る事が出来る。
- 日本とアイアン・デューク型蒸気機関車の関係

元治2年（1865年）、現在の長崎電気軌道 メディカルセンター電停付近に相当する600mの区間で、トーマス・グラバーが日本人に鉄道を紹介するためにレールを敷設して長崎の人達を乗せて走った。編成は蒸気機関車「アイアンデューク号」と客車2両。現在もモニュメントが残っている。

## 機関車

### グレートウェスタン（軸配列2-2-2）
アイアン・デューク型機関車の試作車（軸配列 2-2-2）として1846年に製造され、グレートウェスタンと名付けられた。 動輪を急行列車「フライング・ダッチマン」で使用されていた機関車より1フィート大きい8フィートにした。後に、軸配列を4-2-2に変更した。

### アイアン・デューク型

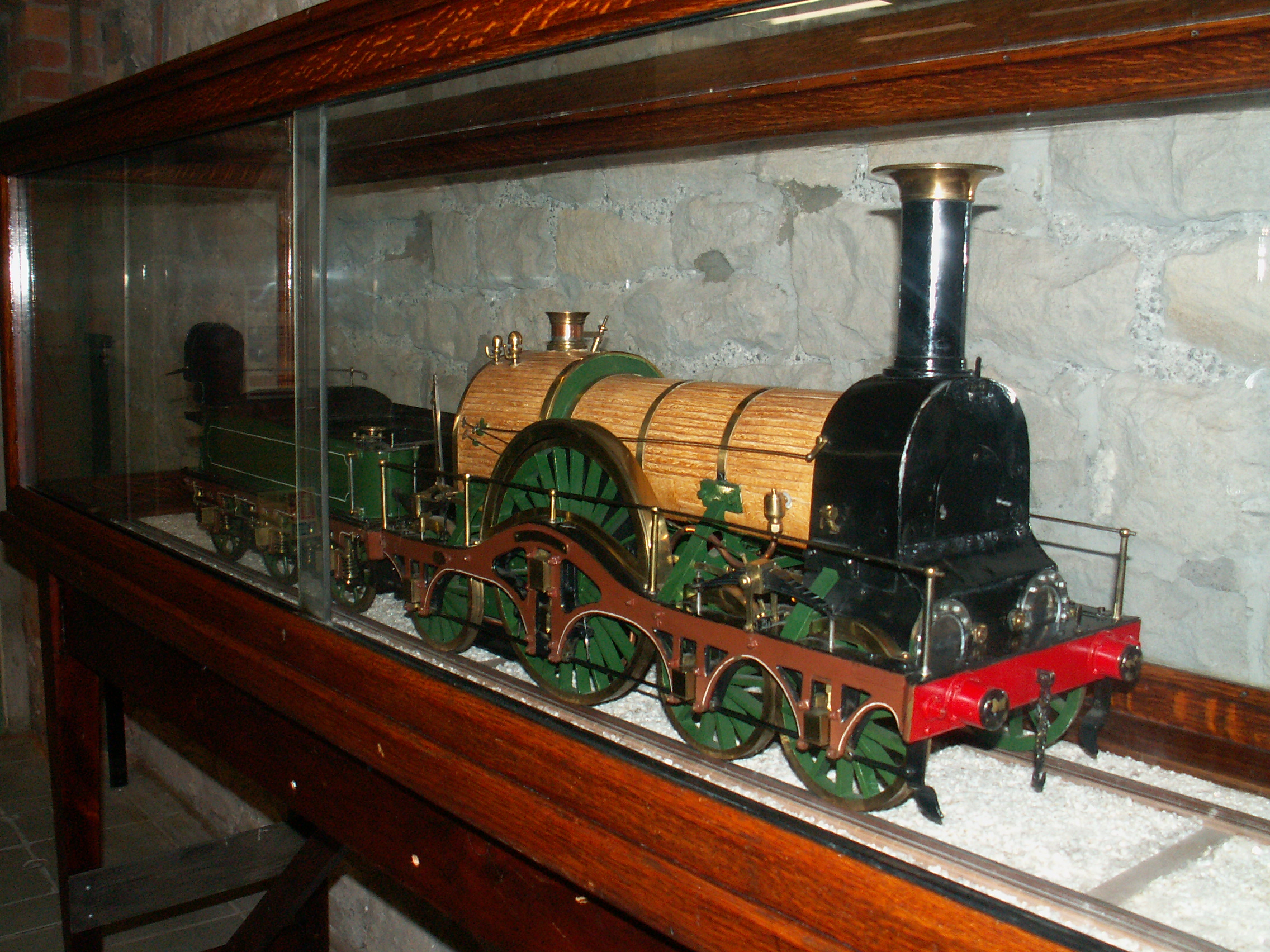
アイアンデューク機関車模型（スウィンドン蒸気機関車博物館にて）

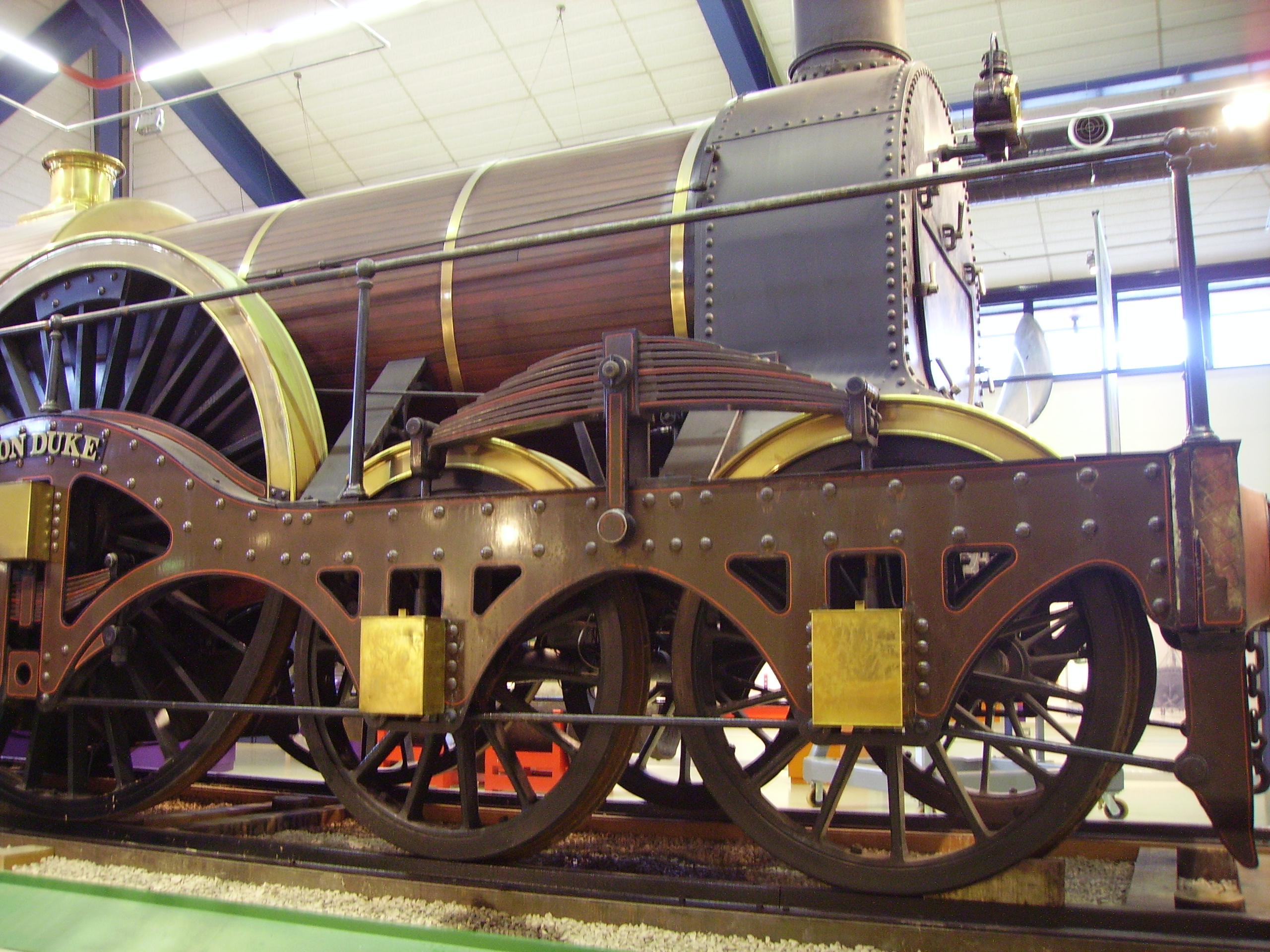
アイアンデュークのレプリカ（ブリストンにて）

| 名前                                           | 製造年 | 廃車年 | 詳細情報 |
| ---------------------------------------------- | ------ | ------ | --- |
| グレートウェスタン (Great Western)             | 1846   | 1870   | 試作車（車軸配列：2-2-2）を改造。車距:8フィート11.5インチ                                                                           |
| グレートブリテン (Great Britain)               | 1847   | 1880   | ２台目に製造された機関車。試作機を改造。車距:18フィート6インチ                                                                      |
| アイアンデューク (Iron Duke)                   | 1847   | 1871   | 試作機を改造。 車距:18フィート6インチ。アイアンデュークという型名は初代ウェリントン公爵アーサー・ウェルズリーの渾名から付けられた。 |
| エンペラー (Emperor)                           | 1847   | 1873   | 試作機を改造。車距:18フィート6インチ                                                                                                |
| ライティング (Lightning)                       | 1847   | 1878   | 試作機を改造。 車距:18フィート6インチ                                                                                               |
| パシャ (Pasha)                                 | 1847   | 1876   | 試作機を改造。車距:18フィート6インチ                                                                                                |
| スルタン (Sultan)                              | 1847   | 1874   | 試作機を改造。車距:18フィート6インチ                                                                                                |
| クーリエ (Courier)                             | 1848   | 1877   | クーリエは、配達人のこと |
| ドラゴン (Dragon)                              | 1848   | 1872   | |
| リロンデール (Hirondelle)                      | 1848   | 1873   | リロンデールはフランス語でツバメのこと                                                                                              |
| ルジュモン (Rougemont)                         | 1848   | 1879   | ルージュモント城は、同鉄道沿線であるデヴォン州エクセターにある歴史的遺産                                                            |
| タタール (Tartar)                              | 1848   | 1876   | タタールは東ヨーロッパのテュルク系民族                                                                                              |
| ウオーロック (Warlock)                         | 1848   | 1874   | ウオーロックは男性の魔女のこと |
| ウィザード (Wizard)                            | 1848   | 1875   | ウィザードは伝統的な魔術師のこと |
| スワロー (Swallow)                             | 1849   | 1871   | スワローは英語でツバメのこと。速いスピードで飛ぶ鳥である                                                                            |
| チモール (Timour)                              | 1849   | 1871   | ティムールは14世紀中央アジアの君主                                                                                                  |
| トルネード (Tornado)                           | 1849   | 1881   | |
| エスタフェット (Estafette)                     | 1850   | 1884   | 1970年に新しいボイラーとホイールベースを付替えた。車距が19in.に増加した                                                             |
| ペルセウス (Perseus)                           | 1850   | 1880   | ペルセウスは、ギリシャ神話に登場する神である                                                                                        |
| プロメテウス (Prometheus)                      | 1850   | 1887   | プロメテウスは、ギリシャ神話に登場する神である                                                                                      |
| ローバー (Rover)                               | 1850   | 1871   | ローバー は放浪者のこと |
| アマゾン (Amazon)                              | 1851   | 1877   | アマゾンは女戦士のこと |
| ロード・オブ・ザ・アイルズ (Lord of the Isles) | 1851   | 1884   | ロード・オブ・ジ・アイルズはスコットランドの貴族の称号。15世紀以降はスコットランド王・イギリス王の長男が帯びる                      |
| アルマ (Alma)                                  | 1854   | 1872   | アルマ（ウクライナの地名）の戦い(1854年、クリミア戦争)を記念したもの                                                                |
| バラクラヴァ (Balaklava)                       | 1854   | 1871   | バラクラヴァ（ウクライナの地名）の戦い (1854年、クリミア戦争)を記念したもの                                                         |
| クリミア (Crimea)                              | 1855   | 1876   | クリミア戦争 (1853年10月–1856年2月)を記念したもの                                                                                   |
| エフパトリア (Eupatoria)                       | 1855   | 1876   | エフパトリア（ウクライナの地名）の戦い(1855年、クリミア戦争)を記念したもの                                                          |
| インカーマム (Inkermann)                       | 1855   | 1877   | インカーマン（ウクライナの地名）の戦い(1854年、クリミア戦争)を記念したもの                                                          |
| ケルチ (Kertch)                                | 1855   | 1872   | ケルチ（ウクライナの地名）占領 (1855年、クリミア戦争)を記念したもの                                                                 |
| セバストポル (Sebastopol)                      | 1855   | 1880   | セヴァストポリ（ウクライナの地名）の占領(1854–1855年、クリミア戦争)を記念したもの                                                   |

### ローバー型

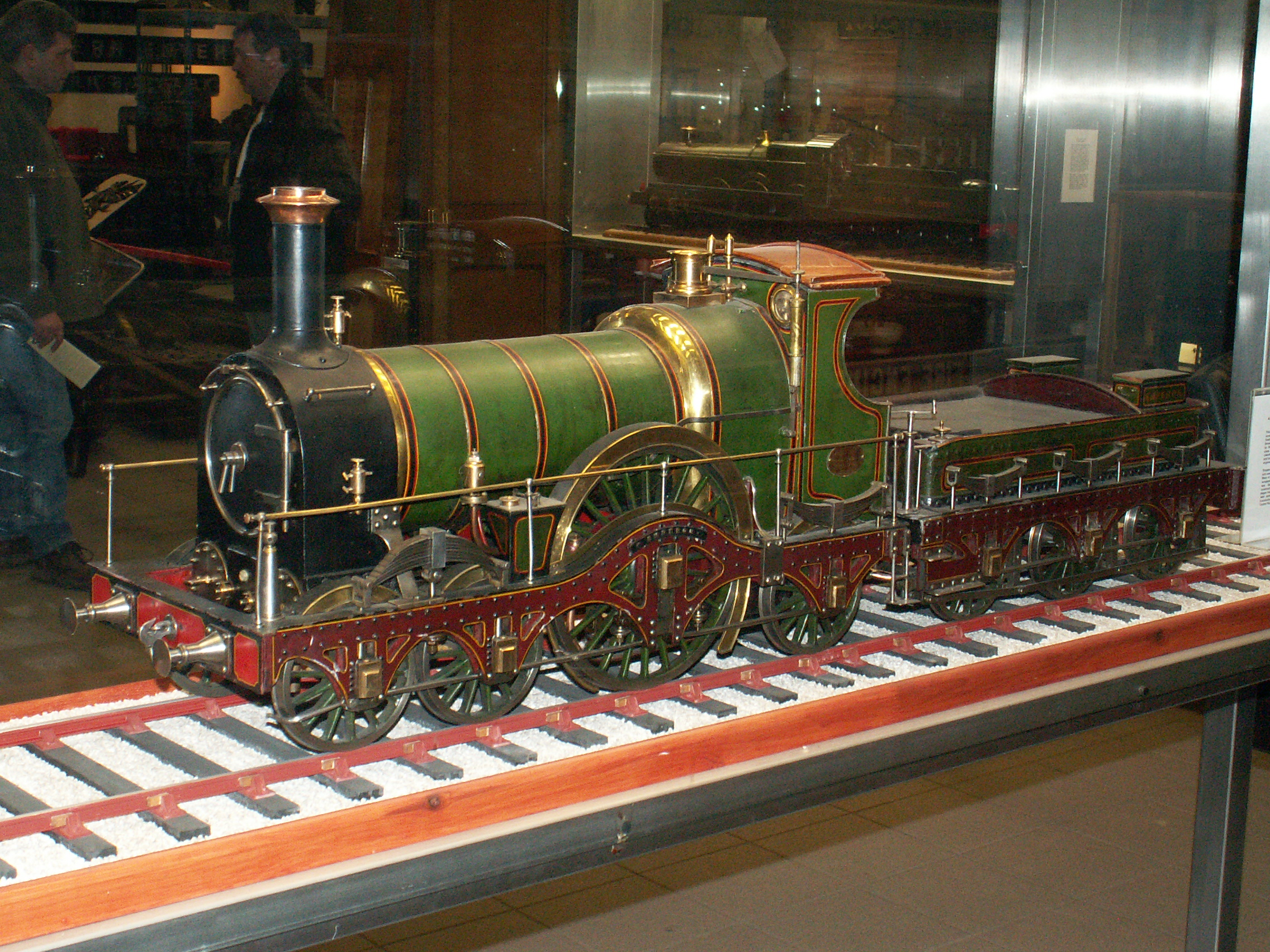
スウィドン蒸気機関車博物館展示のエンペラーの模型

| 名前                               | 製造年 | 廃車年 | 詳細情報                                                                |
| ---------------------------------- | ------ | ------ | ----------------------------------------------------------------------- |
| バラクラヴァ (Balaklava)           | 1871   | 1892   | 1875年に廃車となったアイアン・ディーク型機関車の名前を再利用 (上記参照) |
| リロンデール (Hirondelle)          | 1871   | 1890   | 1873年に廃車となったアイアン・ディーク型機関車の名前を再利用 (上記参照) |
| アイアンデューク (Iron Duke)       | 1873   | 1892   | 1871年に廃車となったアイアン・ディーク型機関車の名前を再利用 (上記参照) |
| チモール (Timour)                  | 1873   | 1892   | 1871年に廃車となったアイアン・ディーク型機関車の名前を再利用 (上記参照) |
| スルタン (Sultan)                  | 1876   | 1892   | 1874年に廃車となったアイアン・ディーク型機関車の名前を再利用 (上記参照) |
| タタール (Tartar)                  | 1876   | 1892   | 1876年に廃車となったアイアン・ディーク型機関車の名前を再利用 (上記参照) |
| ウオーロック (Warlock)             | 1876   | 1892   | 1874年に廃車となったアイアン・ディーク型機関車の名前を再利用 (上記参照) |
| アマゾン (Amazon)                  | 1878   | 1892   | 1877年に廃車となったアイアン・ディーク型機関車の名前を再利用 (上記参照) |
| クーリエ (Courier)                 | 1878   | 1892   | 1876年に廃車となったアイアン・ディーク型機関車の名前を再利用 (上記参照) |
| エフパトリア (Eupatoria)           | 1878   | 1892   | 1876年に廃車となったアイアン・ディーク型機関車の名前を再利用 (上記参照) |
| インカーマム (Inkermann)           | 1878   | 1892   | 1877年に廃車となったアイアン・ディーク型機関車の名前を再利用 (上記参照) |
| ライティング (Lightning)           | 1878   | 1892   | 1878年に廃車となったアイアン・ディーク型機関車の名前を再利用 (上記参照) |
| アルマ (Alma)                      | 1880   | 1892   | 1872年に廃車となったアイアン・ディーク型機関車の名前を再利用 (上記参照) |
| バルクリー (Bulkeley)              | 1880   | 1892   | バルクリーは長年グレートウェスタン鉄道の名誉取締役を務めた役員の名      |
| ドラゴン (Dragon)                  | 1880   | 1892   | 1872年に廃車となったアイアン・ディーク型機関車の名前を再利用 (上記参照) |
| エンペラー (Emperor)               | 1880   | 1892   | 1873年に廃車となったアイアン・ディーク型機関車の名前を再利用 (上記参照) |
| グレートブリテン (Great Britain)   | 1880   | 1892   | 1880年に廃車となったアイアン・ディーク型機関車の名前を再利用 (上記参照) |
| セバストポル (Sebastopol)          | 1880   | 1892   | 1880年に廃車となったアイアン・ディーク型機関車の名前を再利用 (上記参照) |
| グレートウェスタン (Great Western) | 1888   | 1892   | 1870年に廃車となったアイアン・ディーク型機関車の名前を再利用 (上記参照) |
| プロメテウス (Prometheus)          | 1888   | 1892   | 1887年に廃車となったアイアン・ディーク型機関車の名前を再利用 (上記参照) |
| トルネード (Tornado)               | 1888   | 1892   | 1881年に廃車となったアイアン・ディーク型機関車の名前を再利用 (上記参照) |

### レプリカ

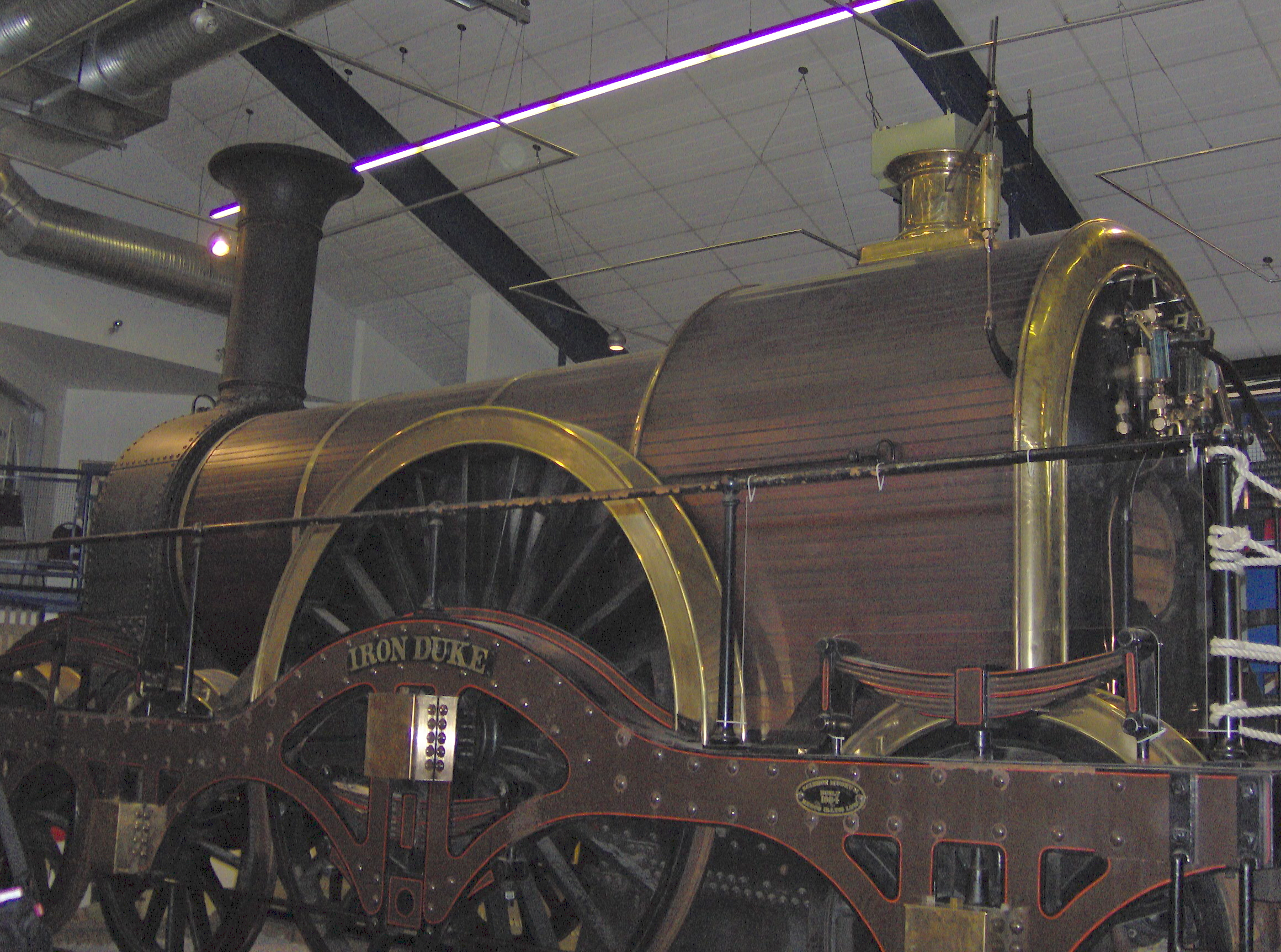
1985年にレプリカされたアイアン・デューク型蒸気機関車

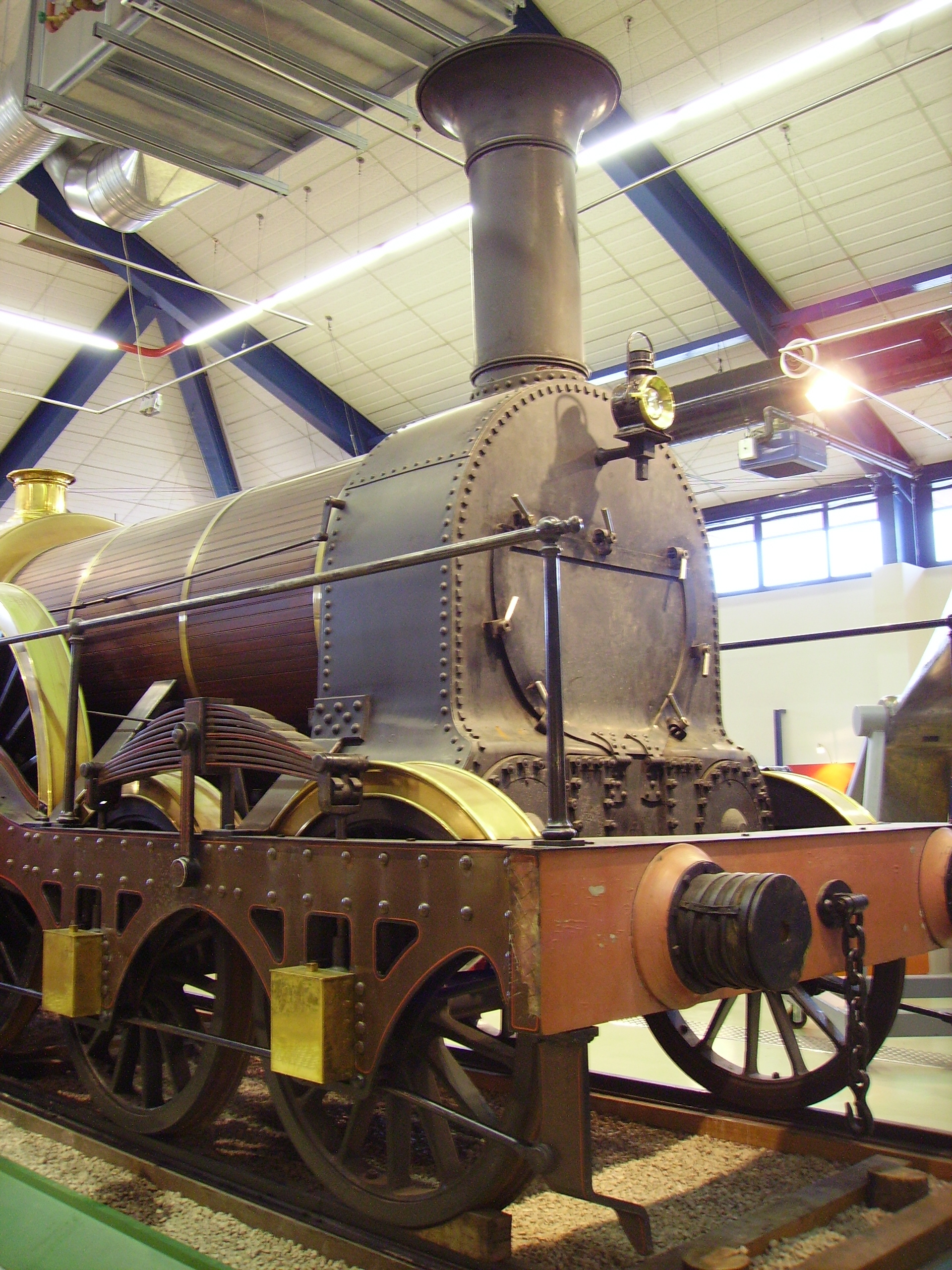
ブリストンでのアイアン・デューク級蒸気機関車のレプリカ

1985年、アイアンデューク型蒸気機関車の動態レプリカがグレート・ウェスタン鉄道150周年記念の一環として2台のハンスレットオーステイ機関車の部品を使用して作られた。ボイラー保証切れのため、現在蒸気を発生することができない。ヨークの国立鉄道博物館にて保存されている。
2006年にはプリストンに運ばれ、Maritime Herstage Centreで開催された「イザムバード・キングダム・ブルネルの9つの生活」展の目玉として展示された。
2010年1月には、レプリカはウォリッタシャー州クロスタシャーに運ばれ、グレート・ウェスタン鉄道175周年記念として同鉄道の機関車の静態展示の一つとなった。レプリカは、きかんしゃトーマスの原作「汽車のえほん」シリーズ第34巻「Thomas and the Great Railway Show」に登場し、まゆと口ひげを加えた状態で描写された。

## 参考書籍
- Reed,P. J. T. (February 1953). White, D. E.. ed. The Locomotives of the Great Western Railway, Part2: Broad Gauge. Kenilworth: RCTS. pp. B18, B-19-B20,B29-B31. ISBN 0-901115-32-0.

1. ↑  Casserley, H.C. (1960). Historic locomotive pocket book. London: Batsford. pp. 12-13
2. ↑  “History of the Broad Gauge”.   The Broad Gauge Society. 2007年1月30日閲覧。